# Kaluž (kniha)
Kaluž (2007) je básnická sbírka Jiřího Suchého. Obsahuje 16 nových básní. Kniha je ilustrovaná autorem. Vydal ji Pavel Mervart v Edici současné české poezie.

## Básně
- Úvodem
- Dívky sladké jako spánek
- Jsem něco jako zahrada
- Skleněná
- Pionýrka
- Komu teče střechou
- Proč?
- Sexappeal
- Ticho
- Myšlenky starého pianisty z baru Honolulu
- Romeo ptá se Julie
- Asi je to nutné
- Písnička porodila báseň – větší celek složený z několika básní inspirovaných autorovými staršími písničkami (Písnička pro kočku, Miláčku, Oči má sněhem zaváté, Mám svetr z ostnatýho drátu)
- Tanečnice s tangem v duši – básnický útvar složený ze čtyř částí
- Umění nenávidět
- Louže – delší básnický útvar složený z šesti částí

## Kritika
- Radim Kopáč: Knížka plná touhy, která nezná meze. Mladá fronta DNES 10. ledna 2008

## Nakladatelské údaje
- Jiří Suchý: Kaluž. Pavel Mervart, Červený Kostelec, 2007 ISBN 978-80-86818-54-2